# Notogomphus zernyi
Notogomphus zernyi är en trollsländeart som först beskrevs av St Quentin 1942.  Notogomphus zernyi ingår i släktet Notogomphus och familjen flodtrollsländor. IUCN kategoriserar arten globalt som livskraftig. Inga underarter finns listade i Catalogue of Life.